# Совет депутатов городского округа Балашиха
Совет депутатов городского округа Балашиха — представительный орган муниципального образования города Балашиха. Депутаты городской думы избираются на пять лет в количестве 30 человек по смешанной системе.

## История
Современный Совет депутатов функционирует в обновлённом составе с 2015 года, когда в результате объединения городских округов Балашиха и Железнодорожный было создано новое муниципальное образование с сохранением названия Балашиха. Это значительно увеличило территорию и население округа. После объединения количество депутатов Совета выросло с 25 до 30.

## Состав и формирование
С 2015 года Совет депутатов городского округа Балашиха функционирует в составе из 25 депутатов, избираемых сроком на пять лет по многомандатным округам, что закреплено в Законе Московской области от 30 декабря 2014 года о преобразовании городских округов Балашиха и Железнодорожный и утверждено в январе 2015 года. После этого времени произошло объединение двух муниципалитетов — Балашихи и Железнодорожного — что значительно увеличило территорию и население округа, и количество депутатов было увеличено до 30.
Основным нормативным документом, регламентирующим деятельность Совета депутатов, является Устав городского округа Балашиха, зарегистрированный в 2015 году и неоднократно обновлявшийся (в том числе решениями Совета депутатов в 2018, 2019 и 2020 годах). В уставе подробно закреплены основы местного самоуправления, статус и полномочия органа, права и обязанности депутатов, процедура принятия муниципальных нормативных актов.
Роль и полномочия:
Совет депутатов занимается утверждением местных нормативных актов, бюджета, муниципальных программ и осуществляет контроль за их исполнением. Он формирует комитеты и рабочие группы, взаимодействует с исполнительной властью и населением округа, решает вопросы градостроительства, социальной политики, управления муниципальным имуществом.

## Требования к кандидатам
- Выборы депутатов проводятся по смешанной системе относительного большинства.[7]
- Гражданин РФ, достигший 18 лет и обладающий пассивным избирательным правом, может быть избран депутатом совета.
- Избрание происходит путем всеобщего, равного и прямого тайного голосования на муниципальных выборах.
- Выборы депутатов совета проходят в сентябре в рамках Единого дня голосования

## Текущий созыв
По итогам выборов в Совет депутатов городского округа Балашиха 13 сентября 2020 года избрано 30 депутатов. Выборы проводились по смешанной избирательной системе: часть депутатов избиралась по партийным спискам, часть — по одномандатным округам.Большинство голосов получила партия «Единая Россия». Она представила основную часть избранных депутатов, успешно прошедших как по партийным спискам, так и в одномандатных округах.